# プロ野球スピリッツ2
『プロ野球スピリッツ2』（プロやきゅうスピリッツ2）は、2005年4月7日にコナミ（現、コナミデジタルエンタテインメント）から発売された、PlayStation 2向けのリアルタイプ野球ゲーム。略称は『プロスピ2』。

## 概要
2005年のプロ野球再編により半世紀（50年）ぶりの新設球団として誕生した東北楽天ゴールデンイーグルスをプロ野球ゲームの類でもいち早く収録した。また、史上最年少でドラフト指名された辻本賢人を収録したゲームでもある。
本作の特徴として、プロ野球ゲームとしては初めての「選手プレイモード」（後述）を収録している。一試合の打撃・守備・走塁（野手）、投球（投手。打撃・走塁・守備も可）が楽しめる。
グラフィックも、選手の黒目が動く等よりいっそう強化。約450種類もの固有モーションを収録している。
三浦大輔や藤川球児など特徴的な2段モーションを見る事が出来る最新かつ最後のプロ野球ゲームでもある。

## 不都合・製作上の間違い
- 東北楽天ゴールデンイーグルスのゲーリー・ラスの第2変化球にシンカー（ラスは左投手なのでゲーム中では通常スクリュー）が存在する。
- 中日ドラゴンズの平井正史投手が「ひらいまさし」（本当は「ひらいまさふみ」）と誤読されたまま収録されている。

## 実況・解説

### 実況
- 山口富士夫（フリー）

### 解説
- 金村義明（打撃解説）
- 達川光男（打撃解説）
- 西崎幸広（投球解説）
- 宮本和知（投球解説）

試合では、上記の4解説者の中から2名選ぶ（打撃解説・投球解説各1名ずつ）ことができる。好きな組み合わせか、ランダムから選ぶことになる。また、ドルビー・プロロジックIIに対応。5.1chスピーカーでのサラウンド音声を実現している。

## 各モード

### ペナントモード
最長3年間のペナントリーグの戦いを楽しむことができる。
シーズンオフのドラフト会議・キャンプやトレードなど、ペナント内でのチーム編成も可能。また、1年目のドラフトでは2005年ドラフトをもう一度やり直せる「ifドラフト」を行うことも出来る（2年目からのドラフトは架空選手を使用している）。
ペナント中は選手の2004年ペナントリーグ終了時の通算成績にゲーム内の成績が加算されていき、選手の記録達成（2000本安打など）イベントが起きることがある。さらに野手にも「疲労度」が登場。より現実的なチーム運用が可能となった。

#### 真剣ペナント
アレンジチーム（後述）の参加、日程早送り、また予め覚醒させた選手の参加不可。己の力のみで全試合を戦い抜くのが「真剣ペナント」モード。シーズン中にはさまざまなミッションが課せられ、それをクリアすることで「監督カリスマ値」が上昇。「カリスマ値」を用いて、「監督コマンド」で采配を振ることができる。また、若手などをうまく起用することで「覚醒ミッション」が発生。クリアすると選手が覚醒するといったイベントもある。

#### レギュラーペナント
前述「真剣ペナント」より自由度の高いペナントモード。日程早送りなどで、試合をせずにフロントに入ったようなチーム編成シミュレーションも可。アレンジチームも使用可能。「覚醒ミッション」が起きない代わりに、VP（後述）を使って覚醒させた選手の登場は可能となっている。「監督」としてのシミュレーション性は低いが、自由度が高いので多角的な楽しみ方が可能であるといえる。

### 対戦モード
好きなチーム・球場の組み合わせで1試合を行うモード。

#### 選手プレイモード
ある種このゲームの「売り」になっているモード。好きなチームの好きな選手一人を操作し、1試合を行う。試合では選手の行動すべてを操作。野手なら打撃はもちろん、走塁・守備、投手は投球、捕手は投手のリードを行う。
ポジションによって見える視点が違うため、球場のさまざまな部分を見ることが出来る。また、投手・捕手以外の守備では、味方投手の投球を部分カットすることが可能。よりスピーディーに試合を楽しむことが出来る。

### スピリッツモード
このモードでは選手作成ができる。カードを使い、手軽に短時間で選手を作成する。

### VPショップ
試合に勝ったりして手に入るVP(Victory Points)を使い（負けても少量は手に入る）、覚醒選手・オリジナル球場・飛ぶ/飛ばないボールなどを購入することが出来る。ここで手に入れた覚醒選手は「対戦モード」「レギュラーペナントモード」「ホームラン競争モード（後述）」で使用できる。

### アレンジモード
チームの選手編成、背番号の編集等、オリジナルのチームを構成することが出来る。チーム編成だけではなく、COM操作時のチームの作戦傾向も設定可。

### ホームラン競争モード
文字通り、ホームラン競争を行う。好きな球場・選手で行うことが出来、球場が広いほど1本塁打毎のポイントが高く、選手の長打力が低いほど1本塁打毎のポイントが高い。このモードでもVPを獲得することができる。

### その他のモード

#### ユーティリティーモード
オリジナル選手やチームをプレイステーション2用メモリーカードを通じて交換・コピーができる。『実況パワフルプロ野球11』・『同・超決定版』のオリジナル選手のコピーも可能。

#### トレーニングモード
投球・打撃・守備の練習ができる。なお、覚醒選手はここにも登場する。

## VPの使い道
- VP（ビクトリーポイント）のため方は、ペナント・対戦などのモードで稼ぐことができる。対戦では、難易度が上がるにつれて対戦終了後のVPの獲得数も上がる。また、2アウトにおいて左翼手または右翼手が外野フライを捕球した際にあるコマンドを入力すれば、外野手がボールを外野席へ投げ込むモーションも追加され、これをすれば試合の勝敗に関わらずファンサービスポイントとして一回につき300VPを獲得する事ができる。
- 「VPショップ」で、様々なアイテムを得ることができる。特に、『プロスピ』の特徴ともいえる「選手覚醒」が、このモードで可能。前作は1回のみの覚醒だったが、今回は選手の能力によって、覚醒回数が異なる。1回で済む選手や、4・5回しなければいけない選手もいる（基本的に初期能力が高い選手は覚醒回数が少なく、低い選手は覚醒回数が多い）。また、覚醒次第では、あまり能力の高くない選手が、超一流クラスの能力にまで覚醒する選手がルーキーや若手を中心に数人いる。
- その他にも、セカンド・サードユニフォームの購入、タイトルバックの球場を変えることや、『2004クライマックス』より導入された監督が選手として登場するものが引き続き導入され、「2」ではコーチ（各球団1人）も選手として使用することができる。黄金時代を支えた王監督や伊東監督が選手として使用できるほか、現役時代に日本球界でプレーをしたことが無いバレンタイン監督や、ヒルマン監督も選手としての使用が可能。